# 対戦タントアール サシっす!!
『対戦タントアール サシっす!!』（たいせんタントアール サシっす）は、セガから発売された業務用ゲーム。前作『2度あることはサンドア～ル』と同様のST-V基板を使用している。
タントアールシリーズ作品の4作目であるが、これまでのシリーズとは世界観が全く異なっており、タイトルの通り「対戦」に主眼を置いたミニゲーム集となっている。そのためタントアールシリーズの外伝的な位置づけである。
ゲームタイトルの「サシっす!!」は、「1対1（サシ）で勝負」から来ている。
本作はシリーズで唯一、家庭用移植がなされていない。日本では1998年に発売され、韓国では『対戦！海千山千』（대전! 산전수전）というタイトルで、1999年に発売された。

## 概要
デモ画面で「この世は金が全て!」というキャッチフレーズの元、本作の目的は「ゲームに勝って、相手の＄を巻き上げろ！」。
プレイヤーは、それぞれ勝利報酬が設定されているゲームを選んで対戦、勝利することでその設定金額を相手から巻き上げる。
所持金は双方10,000＄から始まり、相手の所持金を0（破産）にすると勝利。逆に自分の所持金が0になるとゲームオーバーとなる。
設定金額は徐々に上がっていくため、実質3回勝負で先に2勝したプレイヤーが勝利となる。

## キャラクター
本作では、シリーズ初となる多人数のキャラクターからの選択が可能になった。ただし、性能に差異は無い。
サンドアールまでの「ボナンザブラザーズ」をモチーフにしたものではなく、ハリボテ風のものになっている。
ラッキー
唯一の女の子。
ミィ
猫風のキャラ。対CPU戦ではROUND 1の相手。
ビンゴ
犬風のキャラ。
Mr.ピンチ
スーツに身を包んだマフィア風の男性。
チープ
ロボット。対CPU戦ではFINAL ROUNDの相手。
じゅうぞう
爺さん。対CPU戦ではROUND 2の相手。
対CPU戦で、ROUND 2で勝利するとキャラクターの服装が豪華になる。

## ミニゲームの種類
前作までは何らかのパロディ・ダジャレがミニゲームタイトルであったが、本作のミニゲーム名は殆どが「○○で対決!!」である。
全13ゲーム。同じゲームを連続で選ぶことも可能。アドバタイズ画面では操作方法の説明も行われる。
操作は歴代のシリーズ同様、8方向レバー＋ボタン1つ。同点や時間切れなどで勝負が付かなかった場合は3人の審判員による判定で勝敗が付く。
ホッケーで対決!!
ホッケーゲームで対戦。先に2点取ったプレイヤーが勝利。
最初は陣地の真ん中のみ空いているが、4ヶ所あるガードブロックはそれぞれ2回パックが直撃すると崩れてしまう。
このゲームのBGMは『タントアール』の最終ゲームで流れる曲のアレンジである。
風船で対決!!
相手の風船を、弓矢で狙い撃つ。2個割ると勝利。矢の数には制限があり、落ちている矢を拾うことで補充できる。
爆弾で対決!!
時限爆弾を投げ合って、相手の陣地で3個爆発させると1本。2本先取したプレイヤーが勝利。爆弾同士が当たると跳ね返り、数字が０になると爆発する。
記憶力で対決!!
タントアールシリーズ伝統の記憶力ゲーム。出題される「上」「下」「左」「右」の順番を覚えて、同じようにレバーで入力。先に間違えた方が負け。
歴代のシリーズには無かった10個以上の暗記になることもあるが、交互に回答する上に問題は最初の出題から付け足しになるだけなので比較的覚えやすい。
対CPU戦では「キミは〇個覚えられるかな？」と表示され、その個数でCPUは必ず間違えるため、そこまで正解すれば確実に勝利できる。
ハリセンで対決!!
逃げ回る泥棒をハリセンで叩くと宝石を落とすので、それを制限時間内に多く集めたプレイヤーが勝利。
ハリセンで相手を叩いて、少しの間足止めすることもできる。
小銭減らしで対決!!
コンビニのレジに表示される金額を見て、手持ちのお金から素早く小銭を選んで買い物をして、小銭を減らしていく。5回勝負で、最後に小銭の枚数が少ないプレイヤーが勝利。
マシンガンで対決!!
武器で相手を攻撃し、相手の体力を0にすると勝利。
初期状態ではマシンガンだが、ゲーム中にはロケットランチャーや弓矢など様々な武器が上から落ちてくる。
フィールドにはドラム缶があり、陰に隠れることで相手の攻撃を防ぐことができる。
カートで対決!!
ゴーカートによるレースゲーム。先にコースを2周したプレイヤーが勝利。
パターゴルフで対決!!
パターゴルフによる対戦。少ない打数でカップインしたプレイヤーが勝利。
同数の場合はサドンデスになり、1打勝負でカップに近いプレイヤーが勝利となる。
絵の具で対決!!
お手本と同じ色を、絵の具を混ぜながら作っていく。先生の合格が先に出たプレイヤーが勝利。
ダメだった場合プレイヤーがうなだれてタイムロスになるが、レバーを激しく動かすことで早く復活できる。
絵の具は同時に使うことが出来ないためある程度は奪い合いになる、満点で勝利すると「先生感激」と出る。
坂でパン喰い
高速で坂を駈け下りて、障害物をよけながらゴールに到達するまでに道中にあるパンを多く食べたプレイヤーが勝利。
このゲームのみ「対決!!」の表記がない。
バケツキャッチで対決!!
建物から飛んでくるバッグや宝石などをキャッチする。飛んでくるものによってポイント（金額）が異なり、獲得ポイントの多いプレイヤーが勝利。
アリンコで対決!!
飴を置いて蟻の群れを自分の陣地に誘導する。多くの蟻を呼び込んだプレイヤーが勝利。
このゲームは隠しミニゲームで、しかも対人戦のみ。普通に選ぶことや対CPU戦では選ぶことはできない。

## 対CPU戦
- 対CPU戦は難易度が非常に高く、「記憶力で対決!!」でも最初に選んだ時点で7つ記憶しなければならない[2]。
- 対戦する相手は3人しかいないため、1コインクリアまでにかかるプレイ時間は歴代のシリーズで最短である。
- FINAL ROUNDに勝利すると獲得した金額が表示され、ランキングよりも高い金額であれば入賞し、名前を入れることができる。
- シリーズ作品のアーケード版では初めて、スタッフロールがある[3]。
- 全て同じゲームでオールクリアすると「○○KING」の称号が得られる。

## トピックス
本作の着想は、プログラマーが買い物の際に「財布の中の小銭を上手に払う」という習慣があり、これをゲームにしたら面白いのではないかという、本作にもある小銭減らしの話が全体の元になったアイディアである。この流れから「普通はゲームにならない」ような異色のネタを集めて対戦する面白いミニゲーム集を作れたらという発想の元に、本作は対戦をメインとしたデザインで製作され、ゲームは必ず対戦で勝負して1人プレイでもCPUと対戦する、所謂サシで勝負するということから「サシっす!!」というタイトルになった。
ほぼ完成してロケテストも悪くない成績を修めた頃に、営業から「タントアールの続編ということにしてほしい」という話が入り、頭にタントアールの名前を入れて「対戦タントアール サシっす!!」が最終的に本作の名称となった。このような経緯から、本作は元々はタントアールの続編として企画されたものではなく、ゲーム中の雰囲気もキャラクターもそれまでのタントアールシリーズとは全く違ってるのはこの為である。

## シリーズ作品
- タントアール
- イチダントアール
- 2度あることはサンドア～ル